# Illubabor (zon)
Illubabor  är en zon i Etiopien.   Den ligger i regionen Oromia, i den västra delen av landet, 300 km väster om huvudstaden Addis Abeba. Antalet invånare är 1 271 609.